# Dirk Bell
Dirk Bell (* 1958 in Bonn) ist ein deutscher Jazz- und Improvisationsmusiker (Gitarre, Chapman-Stick, auch Flöte) und Musikproduzent.

## Werdegang
Bell war zunächst als Folkmusiker tätig. Er studierte zunächst bei Paul Shigihara und Michael Heupel. Dann ging er nach Los Angeles, um am Guitar Institute of Technology bei Pat Martino Jazzgitarre zu studieren. Dort war er auch Schüler von John Abercrombie, Joe Diorio und Steve Trovato; er spielte mit Musikern wie Jean M´ba, Gary Garofalo, Thiery Hochstatter und Claude Buri. Anschließend studiert er an der Universität Bonn Musikwissenschaften mit dem Schwerpunkt musikalische Akustik bei Martin Vogel und Rainer Kadenbach, die seinen Fokus auf die Intonation und die reine Stimmung lenkten. Zwischen 2003 und 2011 wurde er durch Misha Mengelberg in Kontrapunktik unterrichtet.
Er spielte zunächst im Trio Vertrauensbildende Maßnahmen mit Paul Hubweber und Carl Ludwig Hübsch, mit dem er 1993 ein Album mit adaptierten Beatles-Songs veröffentlichte. Mit seinem Trio und Quartett, zu dem lange François de Ribaupierre gehörte, tritt er regelmäßig auf, etwa sonntags im Museum Ludwig. Mit Rodrigo Lopez-Klingenfuss, Joscha Oetz und Ramesh Shotham bildet er die Gruppe KosmosHotel. Auch gehört er zu dem Kölner Orchester gRoBA, das Neue Musik interpretiert. Weiterhin produziert er Musik für Theater und Film.

## Diskographische Hinweise
- Misha Mengelberg, Dirk Bell, Ryan Carniaux, Gerd Dudek, Joscha Oetz, Nils Tegen Nunc! (Nemu 2014)
- Alphawellenreiter Evolution (Phonector 2016, mit Alice Rose, Ryan Carniaux, Ahmed Eid, Soufian Zoghliami)[3]